# Arthur Korn (Physiker)
Arthur Korn (* 20. Mai 1870 in Breslau; † 21. Dezember 1945 in Jersey City, New Jersey) war ein deutscher Physiker und Mathematiker.

## Leben

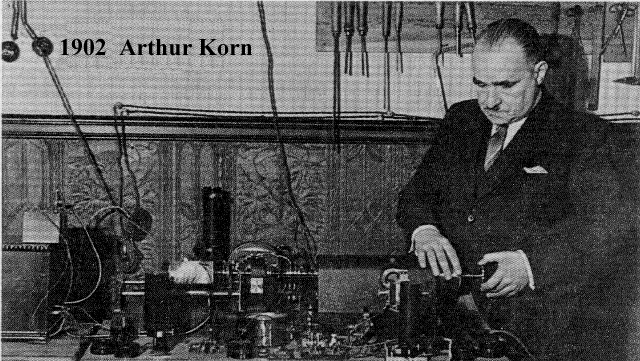
Arthur Korn

Korn studierte bereits ab 1886 Mathematik und Physik in Freiburg und später Leipzig, wo er 1890 bei Eilhard Wiedemann und Carl Gottfried Neumann promoviert wurde (Über die Anwendbarkeit kombinatorischer Methoden zur Reduktion von Problemen der Hydrodynamik, Elektrodynamik und der magnetischen Induktion). Danach studierte er weiter in Berlin, Paris, London und Würzburg. 1895 habilitierte er sich an der Universität München (Über die Bewegung kontinuierlicher Massensysteme), wo er Privatdozent und 1903 außerordentlicher Professor wurde. 1914 schließlich übernahm an der TU Berlin den Lehrstuhl für Physik.
Er war 1928 Gastprofessor an der Universität Madrid.
Als Wissenschaftler befasste er sich mit Elastizitätstheorie, Potentialtheorie, theoretischer Mechanik, Integralgleichungen, mit der Telegraphengleichung und anderen Problemen der Elektrotechnik und Quantenmechanik.
Korn wurde für seine Versuche zur Bildtelegrafie bekannt. Eine erste „einigermaßen annehmbare“ (Korn) Übertragung eines Bildes über eine Telefonleitung (München–Nürnberg–München) gelang ihm bereits 1904. Er nutzte dabei eine Selenzelle als Abtastinstrument und eine Nernstlampe als Lichtquelle. Am 17. Oktober 1906 konnte er ein Porträt mittels telegrafischer Übermittlung über 1800 Kilometer versenden. Am Naturforscherkongress in Wien zeigte Korn 1913 die erste gelungene bildtelegraphische Übertragung einer kinematographischen Aufnahme.
1923 gelang ihm medienwirksam aus Rom die Übermittlung einer Bildübertragung von Papst Pius XI. über den Atlantik nach Bar Harbor (USA). Ab 1928 wurde sein System bei der deutschen Polizei eingeführt.
Da Korn jüdischer Abstammung war, wurde er 1933 von den Nationalsozialisten aus seiner Position entlassen, emigrierte aber erst 1939 mit seiner Familie über Mexiko in die USA aus.
Dort bekam er einen Lehrstuhl für Physik und Mathematik am Stevens Institute of Technology in Hoboken, New Jersey.
Im Jahr 1907 wurde er zum Mitglied der Leopoldina gewählt, 1930 wurde er Ehrendoktor der Technischen Hochschule Breslau.

## Schriften
- Uber ein Apparat zue Herstellung von Elektrischen Fernphotographien. In: Elektronische Zeitschrift, XXIII, 1902
- Photographie à distance. In: La Machine, Genève, t.IV, n°86, 25. Dezember 1902, S. 277–278.
- Sur la transmission de photographies à l'aide d'un fil télégraphique. Comptes rendus hebdomadaires de l'Académie des Sciences, t. CXXXVI, 1903, S. 1190–1191.
- Uber Gebe und Empfangsapparate zur elektrischen Fernubertragung von Photograophien. In: Physikalische Zeitschrift, 1904, 5 (4), S. 113–118. (Traduction Sur un appareil transmetteur et un appareil récepteur destinés à la transmission à distance des photographies.L'éclairage électrique – 1904. Onzième année. Tome XXXIX. N. 14. 18. Juni 1904, S. 464–469. Appareil récepteur pour télautographie et transmission des gravures en demi-ton., S. 469–472.
- Elektrische Fernsehphotographie und Ähnliches., Verlag von S. Hirzel, Leipzig, 1904
- La télégraphie des images. In: Je sais tout, Paris, 18. April 1907.
- mit Br. Glatzel: Handbuch der Phototelegraphie und Telautographie, Verlag von Nemich, Leipzig, 1911.
- mit A. Nesper: Bildrundfunk, Julius Pringer, Berlin, 1926.
- Elektrisches Fernsehen, Verlag Otto Salle, Berlin, 1930.